# Hirō Onoda
Hirō Onoda (小野田 寛郎 Onoda Hirō?), född 19 mars 1922 i Kamekawa i Wakayama prefektur, död 16 januari 2014 i Tokyo, var en japansk underrättelseofficer i kejserliga japanska armén som stred i andra världskriget och inte gav upp vid krigsslutet 1945. År 1974 reste hans före detta befälhavare från Japan för att personligen beordra honom om att lägga ned vapnen. Onoda hade tillbringat nästan 30 år i Filippinerna. Onoda var den näst siste japanske soldaten från andra världskriget att ge upp; i november samma år kapitulerade Teruo Nakamura, sedan han blivit upptäckt i djungeln på den indonesiska ön Morotai.

## Biografi

### Uppväxt
Onoda föddes den 19 mars 1922 i Wakayama-prefekturen. När han var 17 år gammal började han arbeta för handelsbolaget Tajima Yoko i Wuhan, i Kina. Vid tjugo års ålder mönstrade han i Kejserliga japanska armén.

### Försvaret av Luzon
Onoda blev i december 1944 underställd 14:e arméns speciella underrättelseavdelning. Onoda fick därvid order att bege sig till Lubang, för att där överta ledningen av Lubangs garnison och inleda gerillakrigföring. Avsikten var att försvåra det amerikanska anfallet mot Luzon som var nära förestående. Onoda förbjöds att dö för egen hand och fick beskedet att oavsett hur lång tid det skulle ta skulle han bli upphämtad. Fram till dess skulle han, så länge han hade en enda soldat kvar, fortsätta att leda sin trupp.
Då de amerikanska trupperna i februari 1945 landsteg på Lubang delade Onoda upp sina styrkor i mindre grupper och inledde den gerillakrigföring han blivit beordrad. Efter den japanska ordern om kapitulation i augusti 1945 försökte bybor på Lubang samt amerikanska och filippinska militären övertyga Onoda om att kriget var slut. Han betraktade dock detta endast som en krigslist för att få honom att avslöja sig. Med samma skepsis betraktade Onoda de japanska försöken att övertyga honom att kriget var slut som gjordes vid upprepade tillfällen. Vid en expedition 1959 medverkade Onodas bror och 1972 medverkade hans far, dock utan resultat.

### Efter andra världskriget
I april 1946 kapitulerade den sista japanska avdelningen om 41 man på Lubang. Vid denna tidpunkt bestod Onodas grupp av vicekorpral Yuichi Akatsu, korpral Shoichi Shimada, vicekorpral Kinshichi Kozuka samt Onoda själv. De var därefter de enda kvarvarande japanska soldaterna på Lubang.  Akatsu kapitulerade (deserterade skriver Onoda) 1949. Shimada dödades 1954 och Kozuka 1972, av filippinska poliser. Därefter fortsatte Onoda gerillakriget ensam fram till 1974, då den japanska studenten Norio Suzuki lyckades etablera kontakt med honom.
Två veckor efter kontakten återvände Suzuki till Lubang med bokhandlaren, tidigare majoren, Yoshimi Taniguchi, Onodas tidigare överordnade, som den 9 mars 1974 läste upp Onodas slutliga order. Den 10 mars kapitulerade Onoda formellt vid radarbasen på Lubang.  Han överlämnade senare sitt svärd till president Ferdinand Marcos som dock återlämnade svärdet och benådade Onoda för alla aktiviteter under de 29 år han bedrivit gerillakrigföring.

### Efter kapitulationen
Onoda hade svårt att förlika sig med det Japan han återvände till. Efter ett år flyttade han till Brasilien för att bli boskapsuppfödare. Han återvände så småningom och drev då bland annat en överlevnadsskola.